# Conti (Adelsgeschlecht)

Wappen der Conti

Die Conti waren ein bedeutendes römisches Adelsgeschlecht, das vor allem im 13. Jahrhundert eine wichtige Rolle spielte. Aus der Familie gingen insgesamt vier Päpste hervor (siehe: Päpstlicher Adel).

## Geschichte
Die Conti waren eine von mehreren Nachfahrenlinien der Tuskulaner, die sich auf Alberich I. (* vor 889), Markgraf von Spoleto, zurückführen und im 10. und 11. Jahrhundert die Macht in der Stadt Rom innehatten. Die Tuskulaner stellten acht Päpste, die Conti später vier. Alberich II. von Spoleto, faktischer Herrscher über Rom und das Papsttum, hatte wahrscheinlich einen Sohn Gregorio, comes de Tusculana († 1012). Dieser Gregorio di Tuscolo wird 961 als consul et dux erwähnt und erhält 981 den Titel Romanorum consul, dux et senator. Er war ein Anhänger der Kaiser Otto I. und Otto II. und diente ihnen als praefectus navalis, wandte sich dann aber gegen die vor Ort ausgeübte Herrschaft von Otto III. Seine Nachfahren, die Conti di Tuscolo, waren vom 10. bis 12. Jahrhundert in den Albaner Bergen begütert, mit Hauptsitz in Tusculum, sowie im Ager Romanus. Sein Enkel war Gregor II. von Tusculum († 1058).

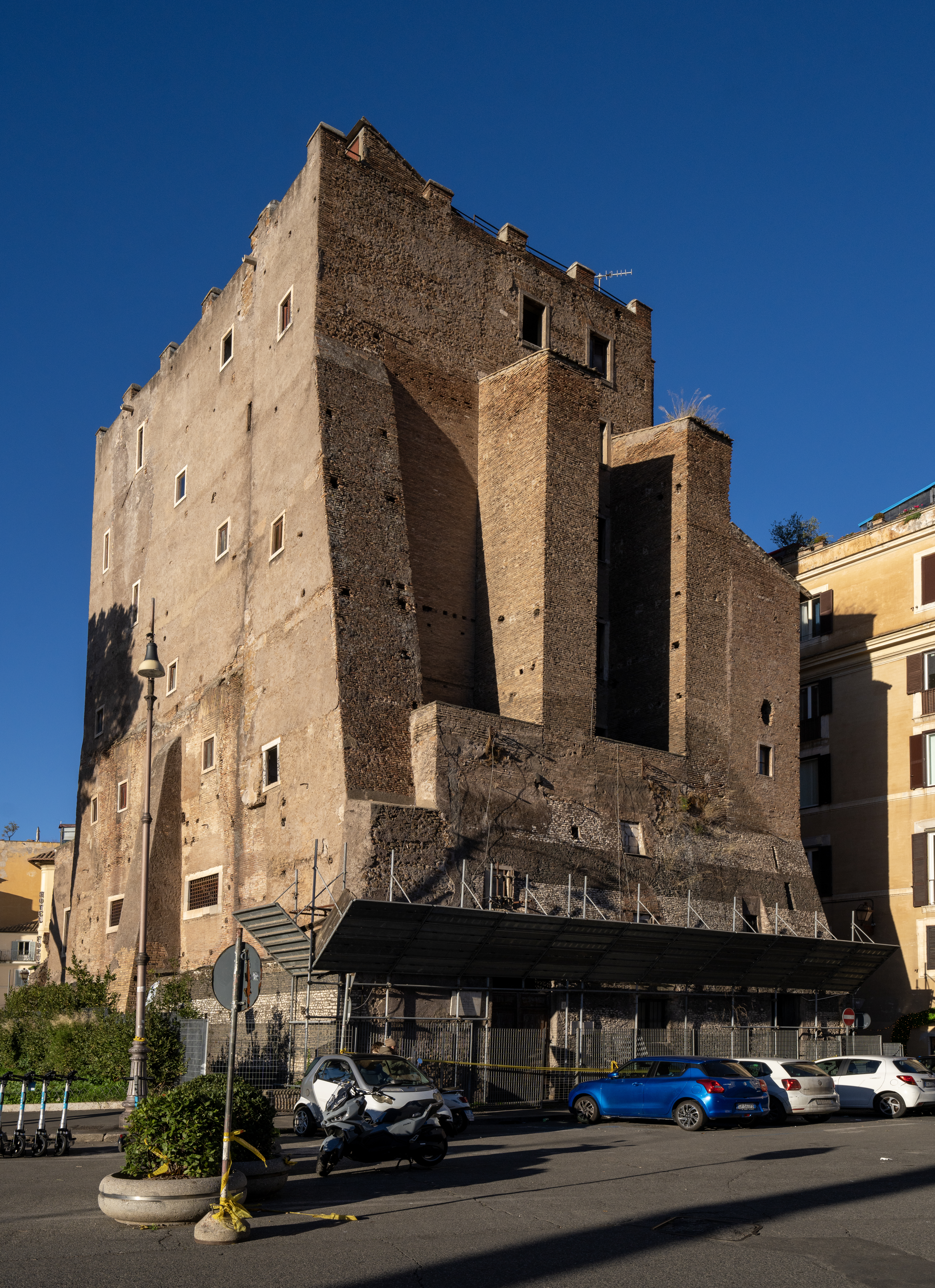
Torre dei Conti in Rom

Ein Nachfahrenzweig war seit dem 11. Jahrhundert in der Campagna Romana begütert, unter anderem in Frascati. Aus diesem stammte Trasimundo (dei) Conti aus Segni (Latium), der später Graf von Anagni wurde und sich in Rom ein Anwesen errichten ließ. Davon ist heute noch die Torre dei Conti als Rest zu sehen. Conte bedeutet Graf, Conti ist der Plural (die Grafen); die ursprüngliche Amtsbezeichnung wurde zum Familiennamen, ähnlich wie bei den Visconti (von Visconte = Vizegraf).
Trasimundos Sohn Lotario wurde 1198 zum Papst Innozenz III. gewählt. Dieser wohl bedeutendste Papst des Mittelalters und Vormund des sizilischen Staufers und späteren Kaisers Friedrich II. belehnte seinen Bruder Riccardo Conti, Graf von Sora, mit den Herrschaften über Poli und 1208 über Valmontone. Mit dessen Söhnen Paolo und Giovanni begann die Teilung der Familie in zwei Zweige:
Aus dem Hause Conti di Valmontone stammten zwei Päpste, die zu Gegnern der Stauferherrschaft in Italien wurden: Ugolino Conti (* um 1170), Graf von Segni, war Papst Gregor IX. vom 19. März 1227 bis 22. August 1241; Rinaldo II. Conti (* um 1200), Graf von Segni, war Papst Alexander IV. vom 12. Dezember 1254 bis 25. Mai 1261. Die Conti di Valmontone starben in männlicher Linie 1575 aus, die Herrschaft Valmontone ging durch die mit Mario Sforza verheiratete Fulvia Conti an die Sforza über.
Die Conti di Poli herrschten bis zu ihrem Erlöschen 1808 über Poli. Sie stellten mit Michelangelo dei Conti (* 1655) vom 8. Mai 1721 bis 7. März 1724 Papst Innozenz XIII.

## Stammliste

### Grafen von Anagni

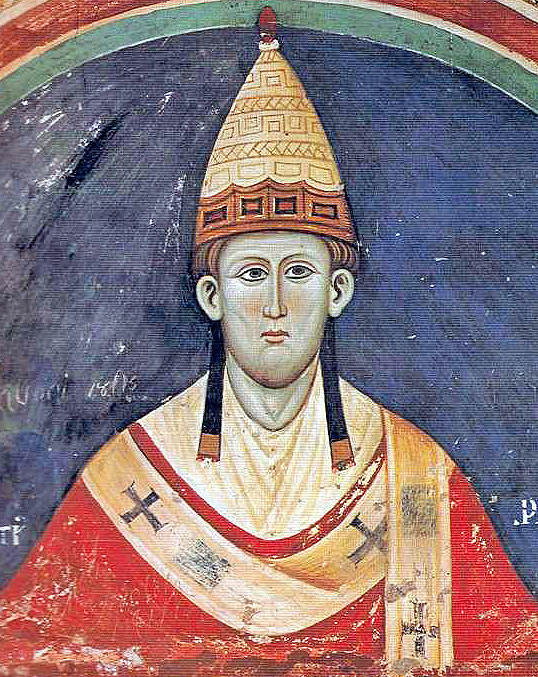
Papst Innozenz III. (1160–1216), um 1219

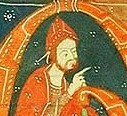
Papst Gregor IX. (1167–1241)

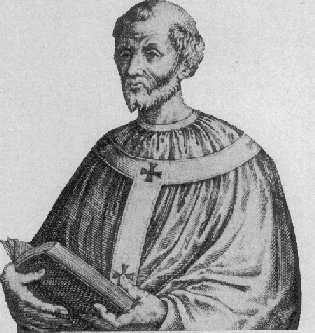
Papst Alexander IV. (1199–1261)

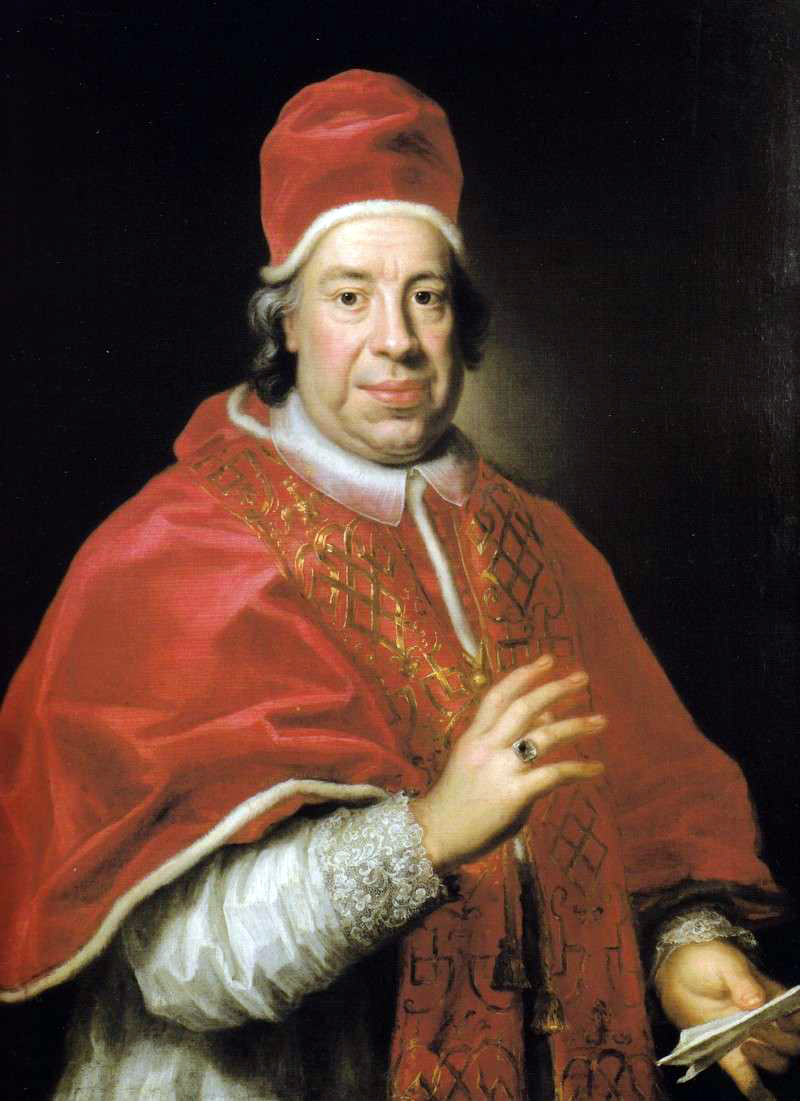
Papst Innozenz XIII. (1655–1724)

1. Pedro Conti, Herr von Anagni (* ca. 1075)
  1. Filippo Conti, Graf von Anagni (* ca. 1100)
    1. Tristeno Conti, Graf von Anagni (* ca. 1125)
      1. Filippo Conti, Graf von Segni (* ca. 1150)
        1. Mattia Conti, Graf von Segni (* ca. 1175)
          1. Rinaldo II. Conti, Graf von Segni (* um 1199 in Jenne; † 25. Mai 1261 in Viterbo), ab 1254 Papst Alexander IV.

      2. Ugolino Conti, Graf von Segni (* um 1167 in Anagni; † 22. August 1241 in Rom), ab 1227 Papst Gregor IX.

  2. Trasimundo Conti, conte di Anagni (* ca. 1110)
    1. Lotario Conti, Graf von Segni (* Ende 1160/Anfang 1161 auf Kastell Gavignano; † 16. Juli 1216 in Perugia), ab 1198 Papst Innozenz III.
    2. Riccardo Conti, seit 1207 Graf von Poli und Valmontone
      1. Paolo Conti, Graf von Valmontone, Nachkommen siehe unten
      2. Giovanni Conti, Graf von Poli, Nachkommen siehe unten
      3. Adenolfo Conti, Graf von Segni[4]

### Grafen von Valmontone
Paolo Conti, Graf von Valmontone
1. Giovanni Conti, Graf von Valmontone[5]
  1. Adenolfo Conti[5]
    1. Giovanni Conti[5]
      1. Aldobrandino Conti († 1436), ⚭ Caterina di Sangro[5]
        1. Lucrezia Conti, ⚭ Orso Orsini[5]
        2. Alto Conti[5]
          1. Bruno Conti[5]
            1. Mariano Conti, ⚭ Geronima Colonna[5]
              1. Giovanni Battista Conti († 1575)[6][2]
                1. Fulvia Conti, ⚭ Mario Sforza[6]

            2. Federico Conti[5]
              1. Camillo Conti, Herzog von Carpineto[5]

        3. Grato Conti[5]
          1. Giacomo Conti, ⚭ Elisabetta Carafa[5][7]
            1. Giacomo Antonio Conti († 1496), ⚭ Caterina Orsini[7]
            2. Giovanni Conti († 1511), ⚭ Margherita Farnese[7]
            3. Francesco Conti (ca. 1470–1521), Kardinal[5][8]
            4. Caterina Conti, ⚭ Raimondo Caetani[7]

          2. Giovanni Conti (1414–1493), Kardinal[9]

        4. Lucido Conti (1388–1437), Kardinal[10]
        5. Sagace Conti (1391–1448), Bischof von Cava, Carpentras und Spoleto[11]

      2. Caterina Conti, ⚭ Agapito Colonna[12][5]

...Giusto Conti (* 1390 in Valmontone; † 19. November 1449 in Rimini), bedeutender Poet des 15. Jahrhunderts

### Grafen von Poli
Giovanni Conti, Graf von Poli (Begründer)
1. Paolo Conti, ⚭ Maddalena Orsini[6]
  1. Giulio Conti, ⚭ Giacoma Conti[6]
    1. Carlo Conti, ⚭ Tarquinia Savelli[6]
      1. Torquato I Conti, Herzog von Poli und Guadagnolo, Nachkommen siehe unten[6]

  2. Sigismondo Conti[6]
    1. Giulia, ⚭ Antonio Savelli[6]

### Herzöge von Poli
Torquato I Conti (1519–1572), Herzog von Poli und Guadagnolo, ⚭ Violante Farnese
1. Lotario Conti († 1635), Herzog von Poli und Guadagnolo, ⚭ (1.) Clarice Orsini, ⚭ (2.) Giulia Orsini[13]
  1. Torquato II Conti (1591–1636), Herzog von Poli und Guadagnolo, kaiserlicher Feldmarschall und päpstlicher General[13]
  2. (2.) Appio Conti († 1666), Herzog von Poli und Guadagnolo[13]
  3. (2.) Oddone Conti (* 1598), Jesuit[15]
  4. (2.) Berardo Conti, Abt zu Montorello[13]
  5. (2.) Carlo Conti († 1621)[13]
  6. (2.) Andrea Conti, Abt zu Montorello[13]
  7. (2.) Carlo Conti, Herzog von Poli und Guadagnolo ⚭ Isabella Muti († 1688)[13]
    1. Giuseppe Lotario Conti (1651–1724), Herzog von Poli und Guadagnolo, ⚭ Lucrezia Colonna[13]
      1. Carlo Conti, Herzog von Poli und Guadagnolo[13]
      2. Stefano Conti, Herzog von Poli und Guadagnolo ⚭ 1727 Vittoria Ruspoli[13]
        1. Felice Conti (* 1728)[13]
        2. Giuseppe Conti (* 1729)[13]
        3. Innocenzo Conti (1731–1785), Kardinal[16]
        4. Marcantonio Conti (1733–1780), Bischof von Pesaro, Titularerzbischof von Damascus[17]
        5. Michelangelo Conti († 1808), Linie erloschen[18][6]

      3. Marcantonio Conti († 1724)[13]
      4. Anna Conti ⚭ Camillo Pamphili[13]
      5. Maria Conti ⚭ Gaetano Sforza Cesarini[13]

    2. Michelangelo di Poli (1655–1724), Papst Innozenz XIII.[13]
    3. Bernardo Maria Conti (1664–1730), Kardinal[13]
    4. Giacinta Conti († 1728) ⚭ Giuseppe Cesi, Herzog von Acquasparta[13]

  8. (2.) Innocentio Conti († 1661), kaiserlicher und päpstlicher General[13]
  9. (2.) Giannicolò Conti (1617–1698), Kardinal[13][19]
2. Carlo Conti (1556–1615), Kardinal[13]
3. Appio Conti (1558–1593), spanischer und päpstlicher General[20]